# Nils Åkerblom
Nils Louis Åkerblom, född den 12 september 1878 i Gudmundrå församling, Västernorrlands län, död den 3 juli 1941 i Härnösand, var en svensk sjömilitär. Han var svärfar till Sven Hermelin.
Åkerblom genomgick sjökrigsskolan 1894–1900. Han blev underlöjtnant vid flottan 1900 och löjtnant 1902. Efter att ha genomgått Sjökrigshögskolan 1906–1908 blev Åkerblom kapten sistnämnda år. Han var marinattaché i Paris och Haag 1914–1921. Åkerblom blev adjutant hos kungen 1917 och överadjutant 1929. Han befordrades till kommendörkapten av andra graden 1919 och av första graden 1923. Åkerblom var chef för torpeddepartementet i Stockholm 1922–1923, stabschef i Karlskrona fästning 1923–1926, varvschef vid Karlskrona örlogsvarv 1928 och chef för underofficers- och sjömanskårerna i Karlskrona 1928–1929. Han befordrades till kommendör 1929. Åkerblom var chef för Sjökrigshögskolan 1933–1935 och varvschef vid Stockholms örlogsvarv 1935–1938. Han blev chef för Norrlandskustens marindistrikt 1939. Åkerblom invaldes som ledamot av Örlogsmannasällskapet 1914 och som ledamot av Krigsvetenskapsakademien 1927. Han blev riddare av Svärdsorden 1921, av Vasaorden 1922 och av Nordstjärneorden 1928 samt kommendör av andra klassen av Svärdsorden 1932 och kommendör av första klassen 1935. Åkerblom vilar på Gudmundrå kyrkogård.